# Cyrille Bunyan
Pour les articles homonymes, voir Bunyan.
Cyrille Bunyan, parfois appelé Charles Bunyan Jr, est un footballeur puis entraîneur anglais né le 7 novembre 1893 à Brimington (Chesterfield) et mort en 1975.
Il est le fils du footballeur et entraîneur Charles Bunyan. Son frère cadet Maurice Bunyan a également été footballeur.

## Biographie
Comme son frère, il est attaquant au Racing Club Bruxelles avant la Première Guerre mondiale. Il marque le but victorieux lors de la première finale de la Coupe de Belgique en 1912.
Il représente la Grande-Bretagne et joue un match au premier tour du tournoi olympique à Anvers en 1920. Il est alors amateur au Chelsea FC.
Peu de temps après, il devient entraîneur du SC Anderlechtois qui vient de rejoindre l'élite du football belge.

## Palmarès
- Vainqueur de la Coupe de Belgique en 1912 avec le Racing Club Bruxelles